# Румянцева, Мария Николаевна
Мария Владимировна Румянцева (род. 15 февраля 1975) — российская самбистка, серебряный (2009) и бронзовый (2007, 2008, 2010, 2011) призёр чемпионатов России, бронзовый призёр Кубка мира по самбо 2011 года, мастер спорта России международного класса. Наставником Румянцевой был В. В. Рахмуллин. Выступала в лёгкой весовой категории (до 56 кг).

## Спортивные результаты
- Чемпионат России по самбо среди женщин 2007 года — ;
- Чемпионат России по самбо среди женщин 2008 года — ;
- Чемпионат России по самбо среди женщин 2009 года — ;
- Чемпионат России по самбо среди женщин 2010 года — ;
- Чемпионат России по самбо среди женщин 2011 года — ;